# 小泉恭子
小泉 恭子（こいずみ きょうこ、1966年 - ）は、文化社会学、音楽社会学を専門とする日本の音楽学者、社会学者。大妻女子大学社会情報学部教授などを務めた

## 経歴
大阪市生まれ。
1988年に神戸女学院大学音楽学部音楽学科器楽専攻（ピアノ）を卒業した。その後上京して、1992年に東京藝術大学大学院音楽研究科音楽学専攻修士課程を修了した。
1995年に兵庫教育大学学校教育学部助手となり、2002年に助教授に昇任した。この間、ロンドン大学インスティチュート・オブ・エデュケーションに学び、2003年には博士課程を修了してPh.D.を取得した。
2003年には愛知教育大学教育学部助教授に転じ、2007年には制度変更によって准教授となった。
2009年に大妻女子大学社会情報学部准教授に転じ、2015年に教授に昇任したが、2021年には定年を待たずに退職した。

## おもな著書

### 単著
- いろんな音をさがしてあそぼう、明治図書出版、2000年
- 音楽をまとう若者、勁草書房、2007年
- メモリースケープ - 「あの頃」を呼び起こす音楽、みすず書房、2013年

### 共編著
- （井上貴子、森川卓夫、室田尚子との共著）ヴィジュアル系の時代 ― ロック・化粧・ジェンダー、青弓社、2003年
- （小川博司、小田原聡、粟谷佳司、葉口英子、増田聡との共著）メディア時代の広告と音楽、新曜社、2005年